# Мис Йорк (Гренландія)
Мис Йорк - мис на північно-західному узбережжі Гренландії, в північній частині моря Баффіна . Це одне з багатьох місць, відвіданих в 1894 році адміралом Робертом Пірі під час його експедиції в Арктику. Мис головним чином відомий як місце виявлення Кейп-Йоркського метеориту.
Мис було відкрито 16 серпня 1818 року сером Джон Росс і названо на честь Фрідріха Августа, герцога Йоркського та Олбані з нагоди його дня народження